# نويل هاردينغ
نويل هاردينغ هو فنان تشكيلي كندي، ولد في 1945 في لندن في المملكة المتحدة، وتوفي في 26 مايو 2016 في تورونتو في كندا.

## وصلات خارجية
- الموقع الرسمي